# Chailly-lès-Ennery
Chailly-lès-Ennery é uma comuna francesa na região administrativa do Grande Leste, no departamento de Mosela. Estende-se por uma área de 7.29 km², e possui 399 habitantes, segundo o censo de 2018, com uma densidade de 55 hab/km².